# Sorpresa!

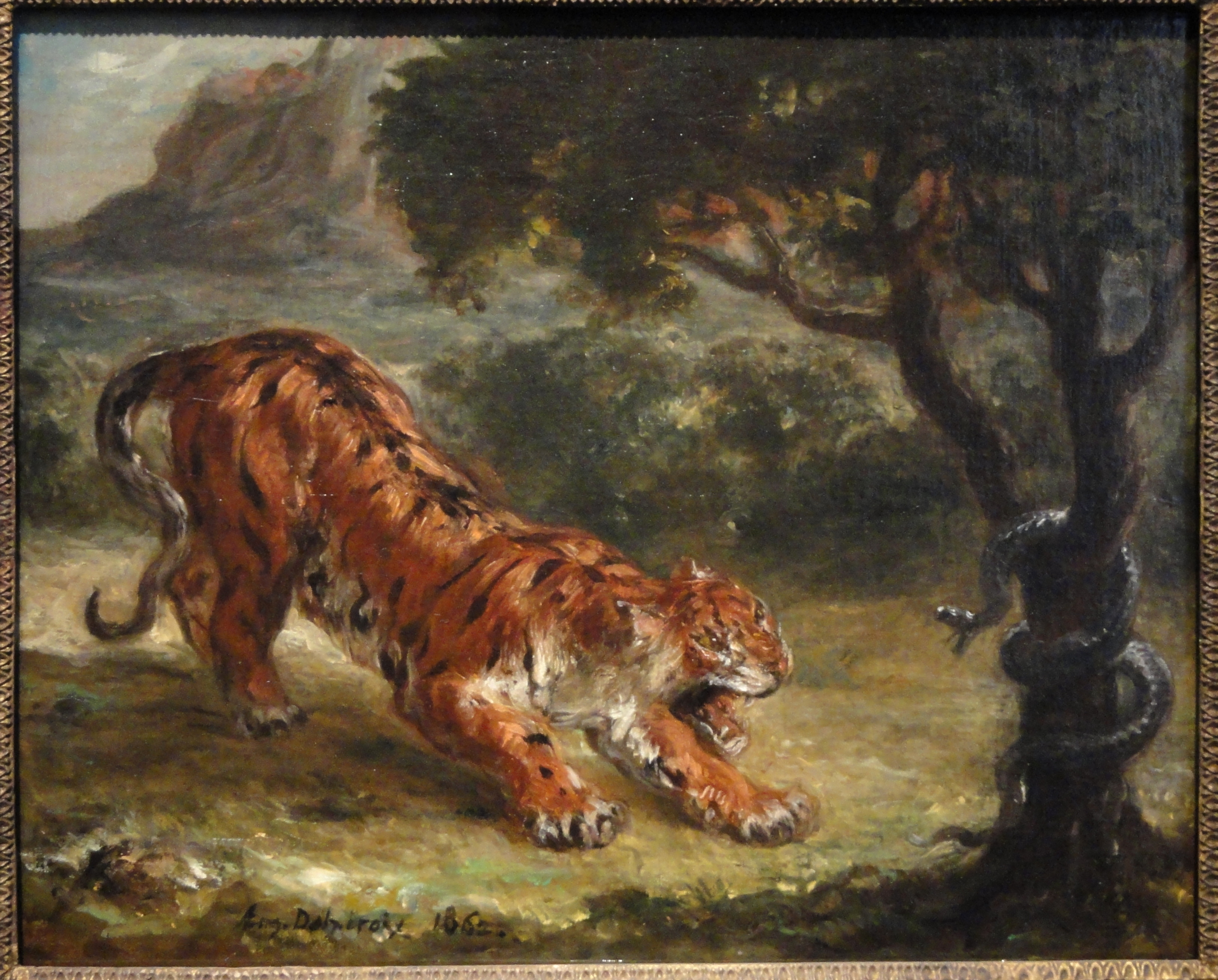
Delacroix, Tigre contro un serpente, 1862, Corcoran Gallery of Art.

Sorpresa! (in francese: Surpris!), conosciuto anche come Tigre in una tempesta tropicale, è un dipinto a olio su tela di Henri Rousseau fatto nel 1891. L'opera si trova oggi alla National Gallery di Londra.

## Storia
Il quadro venne mostrato per la prima volta nel Salon des Indépendants nel 1891, una specie di mostra nata come alternativa ai salon accademici . Quest'opera fu la prima con un soggetto esotico realizzata da Rousseau, e da li cominciò a farsi conoscere. All'epoca Rousseau lavorava alla dogana di Parigi, per questo lo chiamavano Le Douanier (cioè "il doganiere"). Solo nel 1893 lasciò il suo lavoro per diventare pittore a tempo pienno. Era un autodidatta e non aveva fatto studi accademici: si inventò uno stile tutto suo, che poi è stato definito come arte naïf.

## Descrizione
Nel dipinto si vede una tigre in mezzo alla giungla, con il dorso incurvato e la bocca aperta, mentre nel cielo dietro si vede un fulmine. Il paesaggio è attraversato da righe grigiastre e semitrasparenti che rappresentano la pioggia. Non si capisce bene se la tigre sta per saltare addosso a qualcosa o se invece sta scappando spaventata dal lampo. Vicino all’erba alta ci sono delle zone scure, che farebbero pensare che Rousseau all’inizio ci avesse messo una preda, poi tolta. Più tardi, Rousseau disse che il titolo originale doveva essere “Una tigre che insegue degli esploratori”, mentre “Sorpresa!” potrebbe essere anche un gioco con le parole francesi “grève surprise”, che vuol dire sia sciopero improvviso sia colpo di fulmine a ciel sereno.

## Composizione e stile
Rousseau non ha mai visitato una foresta tropicale vera. Tutto quello che dipinge viene da visite al Jardin des Plantes di Parigi, dove c’erano zoo, giardini botanici e anche animali imbalsamati. Le piante sono molto precise e ricordano specie tropicali ma anche da appartamento, come un albero della gomma al centro del dipinto. Per fare la tigre, usò modelli vari: animali imbalsamati, disegni scientifici, gatti domestici, immagini su riviste e opere di artisti famosi tipo Eugène Delacroix e Jean-Léon Gérôme. Per trasferire il disegno sulla tela, Rousseau usava un pantografo, che gli permetteva di ingrandire le immagini. Questo è il motivo per cui la tigre sembra "fluttuare" sopra la vegetazione. La pioggia ha una forma grafica che ricorda le stampe giapponesi ukiyo-e, come quelle di Utagawa Hiroshige.

## Fortuna critica
All'inizio, l’opera lasciò un po’ perplessi, ma poi arrivarono le prime recensioni positive. Félix Vallotton scrisse che la tigre era “l’alfa e l’omega della pittura”. Anche Pablo Picasso apprezzava Rousseau, e nel 1908 organizzò una festa in suo onore. Sorpresa! viene oggi vista come una delle prime e più importanti opere a tema esotico del pittore, che poi ne fece altre venti più o meno. Nessuna veniva da esperienze dirette, tutte erano frutto dell'immaginazione.